# Alberto García (Leichtathlet)

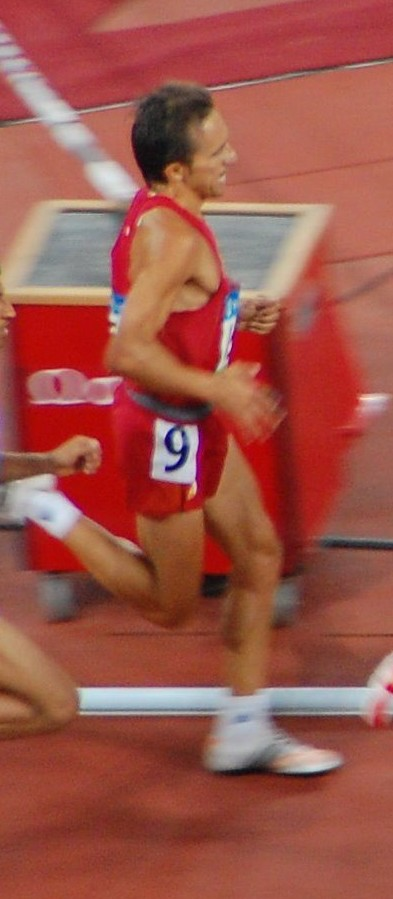
Alberto García bei den Olympischen Spielen 2008

Alberto García Fernández (* 22. Februar 1971 in Madrid) ist ein spanischer Langstreckenläufer.

## Laufbahn
Bei den Leichtathletik-Halleneuropameisterschaften 1996 in Stockholm wurde Alberto García in 7:54,57 min Sechster im 3000-Meter-Lauf. Zwei Jahre später bei den Halleneuropameisterschaften in Valencia gewann er in 7:55,24 min in einem reinen Spurtrennen Bronze hinter dem Briten John Mayock in 7:55,09 min und seinem spanischen Landsmann Manuel Pancorbo in 7:55,23 min.
Bei den Weltmeisterschaften 1999 in Sevilla und bei den Olympischen Spielen 2000 in Sydney schied er im Vorlauf über 5000 Meter aus. Bei den Hallenweltmeisterschaften 2001 in Lissabon gewann er über 3000 Meter in 7:39,96 min Bronze hinter dem Marokkaner Hicham El Guerrouj in 7:37,74 min und hinter dem Belgier Mohammed Mourhit in 7:38,94 min, und bei den Weltmeisterschaften in Edmonton wurde er als bester Europäer über 5000 Meter Vierter in 13:05,60 min. 2001 und 2002 wurde er Spanischer Meister über 5000 Meter.
2002 gewann er bei den Halleneuropameisterschaften in Wien über 3000 Meter in 7:43,89 min vor seinen Landsleuten Antonio David Jiménez und Jesús España, wobei España gleichauf mit dem Briten John Mayock Bronze gewann. Bei den Crosslauf-Weltmeisterschaften in Dublin belegte er auf der Kurzstrecke Platz 17 und gewann mit dem spanischen Team auf der Kurzstrecke die Bronzemedaille hinter den Teams aus Kenia und Äthiopien. Seinen Ruf als bester europäischer 5000-Meter-Läufer bestätigte García bei den Europameisterschaften in München. Nach einem furiosen Endspurt gewann er in 13:38,18 min vor dem Franzosen Ismaïl Sghyr in 13:39,81 min.
Nachdem García in der Hallensaison 2003 über 3000 Meter und über 5000 Meter europäische Hallenrekorde aufgestellt hatte, wurde er über 3000 Meter bei den Hallenweltmeisterschaften in Birmingham in 7:42,08 min Zweiter hinter dem Äthiopier Haile Gebrselassie in 7:40,97 min. Bei den Crosslauf-Weltmeisterschaften in Avenches wurde Alberto García positiv auf Erythropoietin (EPO) getestet und wegen dieses Verstoßes gegen die Dopingbestimmungen für zwei Jahre gesperrt.
Nach Ablauf dieser Frist gewann er bei den Crosslauf-Europameisterschaften 2005 in Tilburg Silber hinter dem Ukrainer Serhij Lebid, in der Mannschaftswertung gewannen die Spanier Silber hinter Frankreich. Bei den Weltmeisterschaften 2005 in Helsinki und bei den Olympischen Spielen 2008 in Peking schied er über 5000 Meter im Vorlauf aus.
Im Dezember 2010 wurde er bei einer im Gefolge des Dopingskandals Fuentes durchgeführten Razzia zusammen mit seiner Läuferkollegin Marta Domínguez, seinem Manager José Alonso, dem Sportarzt Eufemiano Fuentes und zehn weiteren Personen unter dem Verdacht festgenommen, Handel mit Dopingpräparaten betrieben zu haben.
Alberto García ist 1,63 m groß und wiegt 53 kg. Er wird von Arturo Martín trainiert und startet für C. A. Adidas.

## Bestleistungen
- 1500 m: 3:35,69 min, 7. Juli 2001, Madrid
  - Halle: 3:38,16 min, 8. Februar 1998, Gent
- 1 Meile: 3:58,81 min, 19. Juli 1998, Gateshead
- 2000 m: 4:56,08 min, 3. September 1997, Rieti
- 3000 m: 7:36,53 min, 24. August 2001, Brüssel
  - Halle: 7:32,98 min, 22. Februar 2003, Sevilla
- 5000 m: 13:02,54 min, 29. Juni 2001, Rom
  - Halle: 13:11,39 min, 9. Februar 2003, Gent
- 10.000 m: 27:46,12 min, 10. April 1999, Barakaldo